# Iglesia de la Asunción de Nuestra Señora (Riga)
La Iglesia de la Asunción de Nuestra Señora o Iglesia de la Asunción de la Madre de Dios (en letón: Bolderājas Vissvētākās Jaunavas Marijas Debesīs uzņemšanas Romas katoļu baznīca) es el nombre que recibe un edificio religioso afiliado a la Iglesia católica ubicada en el barrio de Bolderāja en la ciudad de Riga, capital del país europeo de Letonia. La iglesia está situada  concretamente en la Calle Goba, 17. Como su nombre lo indica cuando fue finalizada fue dedicada al misterio de la Asunción de la Virgen María, una creencia de las iglesias católica y las diversas denominaciones ortodoxas.